# Свистящий певун
Свистящий певу́н (лат. Catharopeza bishopi) — вид певчих птиц семейства древесницевых. Единственный представитель одноимённого рода Catharopeza. Подвидов не выделяют.

## Описание
Свистящий певун достигает длины 14—14,5 см и массы от 16 до 19 г; размах крыльев около 21,5 см. Половой диморфизм не выражен. Голова и горло чёрного цвета. Широкое окологлазное кольцо белое. Верхняя часть тела серовато-чёрного цвета, нижняя часть — грязно-белая. Бока и полоса на груди тёмно-серые. Подхвостье серое с белыми кончиками перьев. Клюв чёрный. Радужная оболочка орехового цвета. Ноги светло-оранжевые или рыжеватые.

## Распространение и места обитания
Эндемик острова Сент-Винсент, входящего в архипелаг Малые Антильские острова, расположенный в Карибском море. Свистящий певун обитает в густом подлеске и зарослях виноградных лоз в первичных тропических лесах, пальмовых зарослях, стланиковых лесах и вторичных зарослях. Встречается на высоте от 300 до 1100 м над уровнем моря, но в основном ниже 600 м. 
Питается преимущественно насекомыми, добывая пищу с нижней стороны листьев или с лёту. Сезон размножения продолжается с апреля по июль. Чашеобразное гнездо располагается низко на молодом дереве. В кладке обычно два яйца. Продолжительность инкубационного периода и оперения птенцов не описаны.